# ГЕС Outardes 4
ГЕС Outardes 4 — гідроелектростанція у канадській провінції Квебек. Знаходячись перед ГЕС Outardes 3, становить верхній ступінь каскаду на річці Outardes, яка за триста тридцять кілометрів на північний схід від міста Квебек впадає ліворуч до річки Святого Лаврентія (дренує Великі озера).
У межах проекту річку перекрили кам'яно-накидною греблю висотою 122 метри та довжиною 649 метрів. Ще одна не набагато менша — висота 107 метрів, довжина 726 метрів — споруда того ж типу знадобилась для закриття сідловини на лівобережжі (там же розташована і третя кам'яно-накидна споруда зі складу комплексу висотою 30 метрів та довжиною 173 метри). При цьому шлюзи для перепуску надлишкової води під час повені облаштували у розташованій на правобережжі за 3,5 км від головної греблі бетонній дамбі висотою 17 метрів та довжиною 110 метрів. Нарешті, існують шість земляних дамб висотою від 3 до 37 метрів та загальною довжиною 1161 метр. Разом всі ці споруди утримують велике водосховище, що витягнулось майже на півтори сотні кілометрів по долині річки та має площу поверхні 650 км2 і об'єм у 24,35 млрд м3.
Розташований біля підніжжя головної греблі машинний зал обладнаний п'ятьма турбінами типу Френсіс загальною потужністю 785 МВт, які використовують напір у 120,6 метра.